# طویله شامی
طویله شامی یکی از روستاهای استان آذربایجان شرقی است که در دهستان بزکش بخش مرکزی شهرستان اهر واقع شده‌است.این روستا ۸۴ نفر جمعیت دارد.